# Gravadora independente

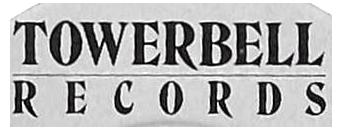
Towerbell Records Logo

Gravadora independente (português brasileiro) ou editora discográfica independente (português europeu) é uma empresa especializada em fabricar, desenvolver, distribuir e promover gravações fonográficas, em mídia física ou digital, não ligada às grandes gravadoras multinacionais, como a Sony Music, Warner Music Group, Universal Music Group e EMI.

## O termo independente
O conceito de "independente" é considerado por vários artistas e produtores, como Jerome Vonk e Antonio Adolfo, como problemático. Antes da popularização do termo, a partir dos anos 90, "independente" era sinônimo de gravadoras ou selos bem pequenos ou, ainda, era reservado àqueles artistas que se autoproduziam, como o próprio Antonio Adolfo ou o músico Tim Maia. Com a explosão do mercado da música independente após a década de 1990, quando a introdução das tecnologias digitais abriram espaço para gravações domésticas cada vez com mais qualidade e para a redução dos custos de gravação e impressão de CDs, "independente" passou a significar qualquer gravadora ou artista que não esteja associado com as quatro grandes gravadoras multinacionais.

## Participação na receita da indústria fonográfica

### Brasil
Também no Brasil, segundo a definição oficial da ABMI (Associação Brasileira de Música Independente), são consideradas gravadoras (ou selos) independentes brasileiras todas aquelas que têm a maioria de seu capital nacional, independente de seu tamanho. Estima-se que existam, formal ou informalmente, de trezentas a quinhentas gravadoras ou selos desta categoria no Brasil, com uma média pequena de títulos por gravadora. Elas são responsáveis pelo maior número de lançamentos de discos anuais mas tem uma participação no faturamento do setor de menos de 5%. Todos estes dados são estimados, já que não existem dados confiáveis sobre a produção independente de música no Brasil.[carece de fontes?]
Os primeiros lançamentos independentes no Brasil são os álbuns da fase racional de Tim Maia (Tim Maia Racional, Vol. 1 e Tim Maia Racional, Vol. 2, lançados pela gravadora independente do músico, a Seroma), lançados em 1975 e 1976, e o disco Feito em Casa do músico Antonio Adolfo, lançado em 1977.